# Павутинні грануляції
Павутинні грануляції (лат. Granulationes arachnoideae) — малі виступи, які утворює павутинна мозкова оболона (яка являє собою другий шар мозкових оболон) в середині більш міцної й зовнішньо розташованої твердої мозкової оболони. Вони проникають у синуси твердої мозкової оболони мозку, і відводять спинномозкову рідину (ліквор) із субарахноїдального простору до кров'яного русла.
Найбільші грануляції лежать уздовж верхнього сагітального синусу, великого венозного утворення, розташованого в передньо-задньому напрямку вздовж центру голови (в середині черепа). Вони також знаходяться й уздовж інших синусів твердої оболони.

## Функція
Діфузія ліквора крізь пахіонові грануляції до верхнього сагітального синусу повертає СМР (спинномозкову рідину) до венозного русла.
Павутинні грануляції діють як однобічні клапани. В нормі тиск спинномозкової рідини вищий за тиск у венозній системі, тому спинномозкова рідина через них легко відтікає до кров'яного русла. Якщо ж тиск зміниться, ліквор не йтиме назад до субарахноїдального простору. Причина наразі невідома. Вважається, що клітини ендотелію венозних синусів утворюють вакуолі спинномозкової рідини, які проходять через клітину й потрапляють у кров'яне русло.
Важливість павутинних грануляцій для дренажу СМР оспорюється. Згідно з деякими авторами, дренаж СМР відбувається через лімфатичні судини, пов'язані з екстракраніальними відділами черепних нервів. І велика частина ліквора, як вважають, залишає порожнину черепа через аксони І пари черепних нервів (лат. n. olphactorius), розташованих у дірчастій пластинці решітчастої кістки (лат. lamina cribrosa ossis ethmoidalis).

## Назва
Назва «Пахіонові» павутинні грануляції одержали від дослідника Антоніо Паккіоні (або Пахіоні). У 1705 році він написав працю «Міркування про кулеподібні залози твердої мозкової оболони людини», де описав ямочки грануляцій на внутрішній пластинці кісток склепіння черепа (надалі названі його іменем — «пахіонові ямки») та грануляції павутинної оболонии головного мозку, які беруть участь у циркуляції спинно-мозкової рідини (теж тривалий час називалися його іменем — «пахіонові грануляції»).

## Додаткові зображення

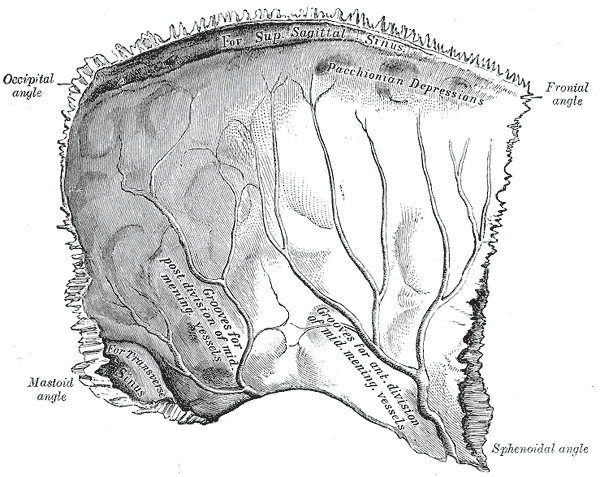
Ліва тім'яна кістка. Внутрішня поверхня.
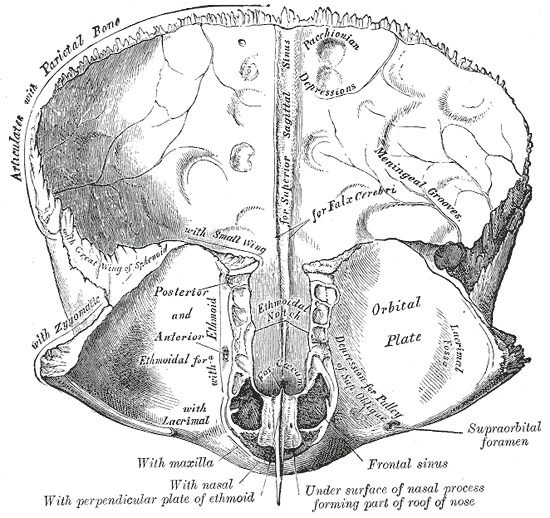
Лобова кістка. Внутрішня поверхня.
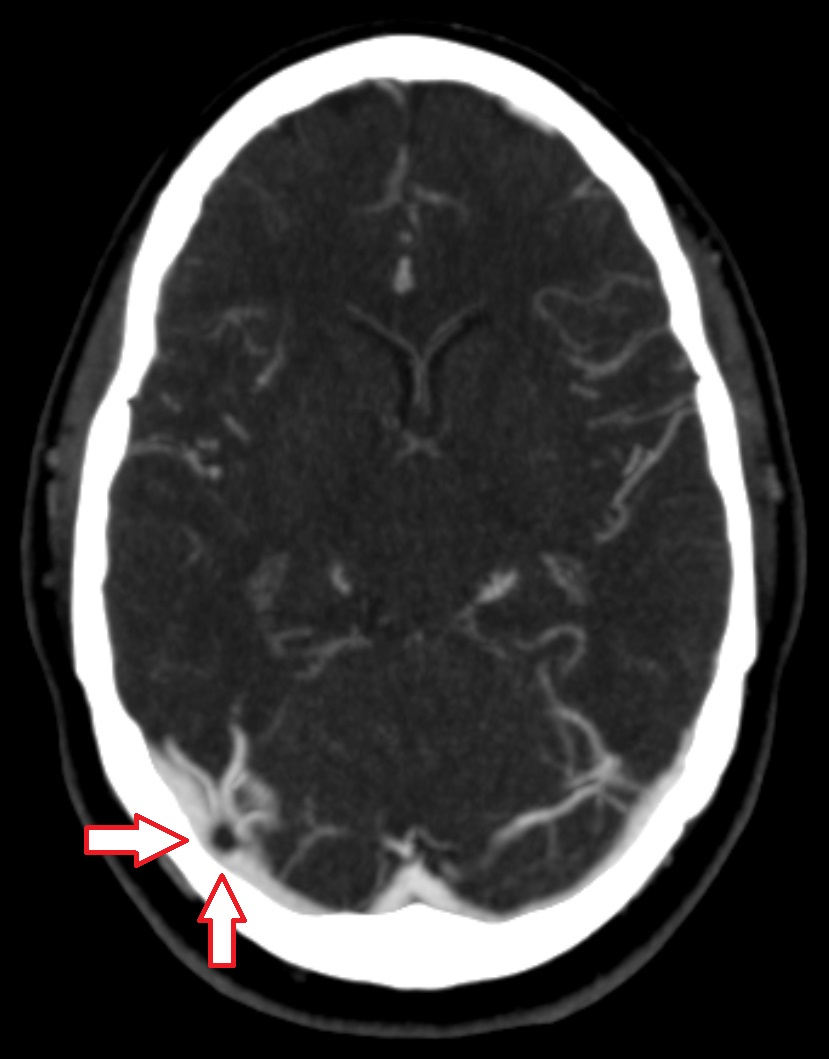
КТ ангіографія показує павутинні грануляції в лівому поперечному синусі
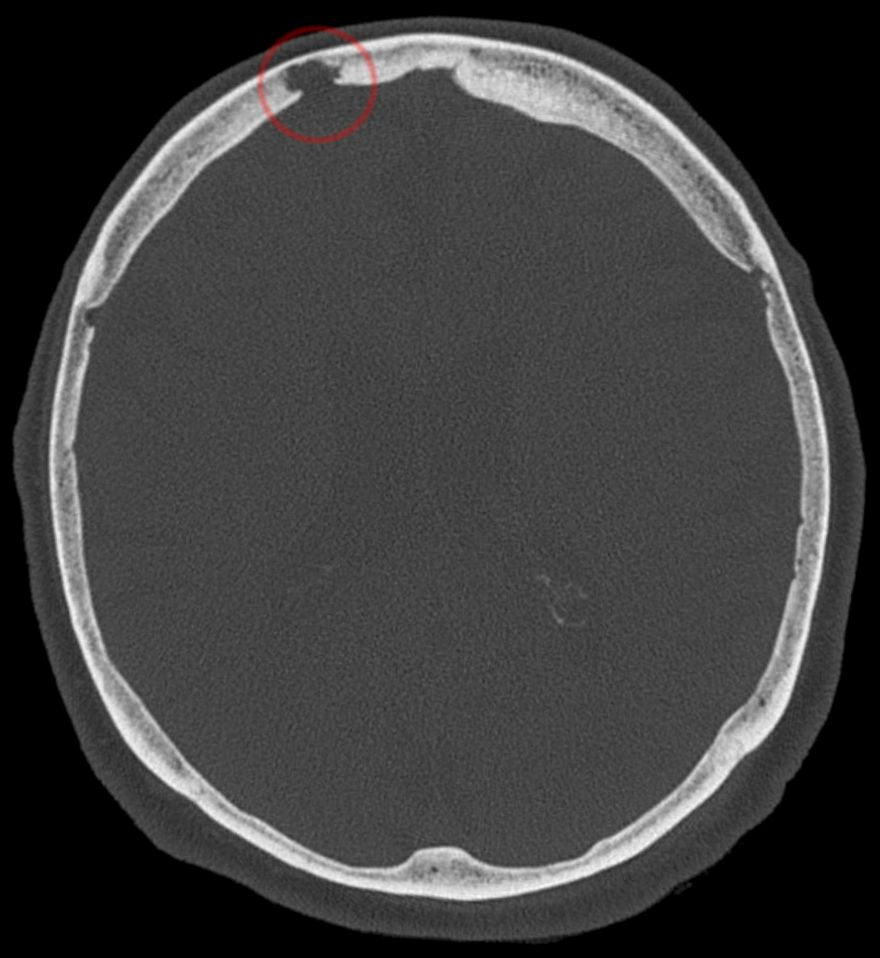
Безконтрастна КТ голови показує пахіонові грануляції.